# Liobagrus geumgangensis
Liobagrus geumgangensis — вид сомоподібних риб родини товстохвостих сомів. Описаний у 2023 році.

## Поширення
Ендемік Південної Кореї. Поширений у річці Кимган та її притоках на західному узбережжі Кореї.

## Назва
Видова назва geumgangensis вказує на ареал виду — басейн річки Кимган (транслітерація з корейської мови на англійську — Geumgang).

## Опис
Тіло завдовжки до 97 мм.